# Matzendorf-Hölles
Matzendorf-Hölles est une commune autrichienne du district de Wiener Neustadt-Land en Basse-Autriche.